# Patrick Quentin
Pour les articles homonymes, voir Quentin (homonymie).
Œuvres principales
- Série Dr Westlake (1936-1949)
- Série Peter (et Iris) Duluth (1936-1954)
- Série Inspecteur Grant (1937-1965)

Patrick Quentin est le pseudonyme du duo d'auteurs de romans policiers anglo-saxons Richard Wilson Webb (1901-1965) et Hugh Callingham Wheeler (1912-1987).
Ils ont également utilisé les pseudonymes Q. Patrick, Quentin Patrick, Dick Callingham et Jonathan Stagge.

## Biographie
Né en Angleterre, Richard Webb émigre aux États-Unis en 1926. En 1931, il s'associe à Martha Mott Kelley (1906–2005) pour écrire le roman policier Cottage Sinister, qu'ils signent sous le pseudonyme de Q. Patrick, formé d'après leurs surnoms respectifs Patsy et Rick.
Après avoir publié, toujours sous le même pseudonyme, un second roman avec Kelley (Murder at the Women's City Club en 1932), un écrit seul (Murder at the 'Varsity en 1933) puis deux autres avec Mary Louise Aswell (1902–1984), journaliste à Harper's Bazaar (S.S. Murder en 1933 et The Grindle Nightmare en 1935), Webb entame une collaboration exclusive avec Hugh Wheeler, un autre écrivain britannique arrivé aux États-Unis en 1934.
Leur premier roman commun est publié en 1936 sous le pseudonyme de Jonathan Stagge : Murder Gone to Earth. Mettant en scène le docteur Hugh Westlake, il donnera naissance à une série de neufs romans publiés entre 1936 et 1949. La même année, sous le pseudonyme de Patrick Quentin, ils créent les personnages de Peter et Iris Duluth, un couple marié de détectives amateurs qui parvient à démasquer les coupables dans une dizaine de whodunits dont les titres commencent par le mot Puzzle.
Parallèlement, le duo continue à utiliser le pseudonyme de Q. Patrick pour plusieurs ouvrages dont ceux mettant en scène l'inspecteur Trant, héros d'une demi-douzaine de romans et partenaire occasionnel de Peter Duluth.
Naturalisés américains en 1942, ils commencent à espacer leur collaboration en raison des problèmes de santé de Webb. À partir des années 1950, Wheeler publie seul plusieurs romans de « Patrick Quentin » ainsi qu'un sous son propre nom, The Crippled Muse (1951). Ayant entamé une carrière fructueuse en tant que dramaturge (Big Fish, Little Fish), librettiste (A Little Night Music) et scénariste (Voyages avec ma tante) dans les années 1960, Wheeler abandonne définitivement Patrick Quentin à la mort de Webb en 1966.
Pas moins de cinq romans de Patrick Quentin ont été portés à l'écran, notamment La Veuve noire (Black Widow) de Nunnally Johnson en 1954.

## Œuvre

### Sous le pseudonyme de Q. Patrick

#### Romans
- Cottage Sinister (1931, Webb/Kelley)
- Murder at the Women's City Club ou Death in the Dovecote (1932, Webb/Kelley) Signé Patrick Quentin et publié en français sous le titre Assassin pour dames seules, Paris, Presses de la Cité, coll. « Un mystère » no 26, 1950 ; réédition, Paris, Famot, coll. « Les Chefs-d'œuvre du roman policier », 1973
- Murder at the 'Varsity ou Murder at Cambridge (1933, Webb) Publié en français sous le titre Un meurtre à l'université, Paris, Librairie des Champs-Élysées, coll. « Le Masque » no 166, 1934 ; réédition signée Patrick Quentin, Paris, Librairie des Champs-Élysées, coll. « Le Club des Masques » no 14, 1966 ; réédition signée Patrick Quentin sous le titre Meurtre à l'université, Paris, Librairie des Champs-Élysées, coll. « Le Masque » no 166, 1984
- S.S. Murder (1933, Webb/Aswell) Publié en français sous le titre L'assassin est à bord, Paris, Librairie des Champs-Élysées, coll. « Le Masque » no 251, 1938 ; réédition signée Patrick Quentin, Paris, Librairie des Champs-Élysées, coll. « Le Club des Masques » no 129, 1971 ; réimpression signée Patrick Quentin, Paris, Librairie des Champs-Élysées, coll. « Le Masque » no 251, 1984
- The Grindle Nightmare ou Darker Grows the Valley (1935, Webb/Aswell) Publié en français sous le titre Terreur dans la vallée, Paris, Librairie des Champs-Élysées, coll. « Le Masque » no 205, 1936
- Death Goes to School (1936, Webb/Wheeler) Publié en français sous le titre La mort fait l'appel, Paris, Nouvelle Revue Critique, coll. « L'Empreinte » no 160, 1939 ; réédition signée Patrick Quentin, Paris, Librairie des Champs-Élysées, coll. « Le Masque » no 1947, 1989
- The File on Fenton and Farr (1938, Webb/Wheeler)
- Return to the Scene ou Death in Bermuda (1941, Webb/Wheeler) Signé Patrick Quentin et publié en français sous le titre Les Trois Parques, Paris, Presses de la Cité, coll. « Un mystère » no 29, 1950
- Danger Next Door (1952, Webb/Wheeler)
- The Girl on the Gallows (1954)

Série Inspecteur Grant
- Death for Dear Clara (1937, Webb/Wheeler) Publié en français sous le titre La Mort de Clara, Paris, Éditions Rouff, coll. « La Clé » no 32, 1940
- The File on Claudia Cragge (1938, Webb/Wheeler)
- Death and the Maiden (1939, Webb/Wheeler) Signé Patrick Quentin et publié en français sous le titre Lettre exprès pour Miss Grace, Genève, Ditis, coll. « Détective-Club (Suisse) » no 27, 1947 ; réédition, Paris, Ditis, coll. « Détective-Club (France) » no 72, 1953 ; réédition, Paris, Librairie des Champs-Élysées, coll. « Le Masque » no 1860, 1986

Note : À partir des années 1980, les éditeurs français n'emploient plus que la signature Patrick Quentin pour coiffer les titres signés Q. Patrick ou Quentin Patrick.

#### Nouvelles
- The Frightened Landlady (1935), publié dans Street & Smith's Detective Story Magazine
- The Hated Woman (1936), publié dans Street & Smith's Detective Story Magazine
- The Jack of Diamonds (1936), publié dans The American Magazine Publié en français sous le titre Le Chien de pique, Paris, Opta, L'Anthologie du Mystère no 13, 1970 ; réédition dans Trio funèbre, Paris, Presses de la Cité, coll. « Un mystère » no 169, 1954
- The Lady Had Nine Lives (1937), publié dans The American Magazine Publié en français sous le titre La dame avait 9 vies, Paris, Opta, Mystère Magazine no 219, avril 1966
- Murder on New Year's Eve ou  Exit Before Midnight (1937), publié dans The American Magazine Publié en français et signé Quentin Patrick sous le titre À mort l'an neuf !, Paris, Opta, Mystère Magazine no 48, janvier 1952 ; réédition, Paris, Éditions des Loisirs, coll. « Le Yard » no 41, juillet 1952 ; réédition signée Patrick Quentin dans l'anthologie À mort l'an neuf !, Paris, NéO, coll. « Le Miroir obscur » no 20, 1981
- Another Man's Poison (1940), publié dans The American Magazine Publié en français sous le titre Un crime presque parfait, Paris, Opta, L'Anthologie du Mystère no 14, août 1971
- Death Rides the Ski-Tow (1941), publié dans The American Magazine Publié en français sous le titre Puzzle pour skieurs, Paris, Éditions des Loisirs, coll. « Le Yard » no 39, mai 1952 ; réédition dans Puzzle pour fans, Paris, Presses de la Cité, coll. « Un mystère » no 173, 1972 ; réédition, Paris Presses de la Cité, coll. « Punch » no 13, 1973
- Murder with Flowers (1941), publié dans The American Magazine Publié en français sous le titre La Rose blanche et la Rose rouge, Paris, Fayard, Le Saint détective magazine no 45, novembre 1958
- Portrait of a Murderer (1942), publié dans Harper's Magazine Publié en français sous le titre Épitaphe pour un baronnet, Paris, N.M.P.P., coll. « Ici Police » no 11, 1953 ; réédition dans le recueil homonyme, Paris, Presses de la Cité, coll. « Un mystère » no 619, 1962
- The Last of Mrs. Maybrick (1943) Publié en français sous le titre La Fin de Mme Maybrick, dans Meurtres pour de vrai, Paris, Gallimard, coll. « Série noire » no 2344, 1994
- White Carnation (1945), publié dans Collier's
- The Plaster Cat (1946), publié dans Mystery Book Magazine
- This Way Out (1947), publié dans Mystery Book Magazine Publié en français sous le titre La Seule Issue, dans Trio Funèbre, Paris, Presses de la Cité, coll. « Un mystère » no 169, 1954
- Love Comes to Miss Lucy (1947), publié dans Ellery Queen's Mystery Magazine Publié en français sous le titre Miss Lucy rencontre l'amour, Paris, Opta, Mystère Magazine no 33, octobre 1950 ; réédition dans Les Chefs-d'œuvre du crime, Paris, Planète, 1965 ; réédition dans La Peur dans ses yeux, Paris, Presses de la Cité, coll. « Un mystère » no 709, 1964 ; réédition dans À mort l'an neuf !, Paris, NéO, coll. « Le Miroir obscur » no 20, 1981
- Little Boy Lost (1947), publié dans Ellery Queen's Mystery Magazine Publié en français sous le titre Le Petit Garçon à sa maman, Paris, Opta, Mystère Magazine no 52, mai 1952 ; réédition, Paris, Opta, L'Anthologie du Mystère no 1, 1961 ; réédition, Paris, Opta, L'Anthologie du Mystère no 16, 1973 ; réédition dans À mort l'an neuf !, Paris, NéO, coll. « Le Miroir obscur » no 20, 1981 ; réédition dans l'anthologie Enfants rouges, Paris, Julliard, 1990
- The Corpse in the Closet (1947), publié dans This Week Publié en français sous le titre Le Cadavre dans le plafond, Paris, Opta, Mystère Magazine no 17, juin 1949 ; réédition, Paris, Opta, L'Anthologie du Mystère no 19, 1974
- Farewell Performance (1948), publié dans Ellery Queen's Mystery Magazine
- Mother, May I Go Out to Swim? (1948), publié dans Ellery Queen's Mystery Magazine Publié en français sous le titre La Cascade, Paris, Opta, Mystère Magazine no 22, novembre 1949
- Murder in One Scene (1948), publié dans This Week
- Thou Lord Seest Me (1949), publié dans Ellery Queen's Mystery Magazine Publié en français et signé Quentin Patrick sous le titre Seigneur, tu me vois, Paris, Opta, Mystère Magazine no 35, décembre 1950 ; réédition signée Patrick Quentin dans Épitaphe pour un baronnet, Paris, Presses de la Cité, coll. « Un mystère » no 619, 1962 ; réédition sous la signature Quentin Patrick, mais sous le titre Tu me vois, ô Seigneur..., dans Histoires de paumés, Paris, Pocket no 3229, 1989
- Who Killed the Mermaid? (1949), publié dans This Week Publié en français sous le titre Qui a tué la sirène ?, dans La Peur dans ses yeux, Paris, Presses de la Cité, coll. « Un mystère » no 709, 1964
- Murder in the Alps (1949), publié dans This Week
- Woman of Ice (1949), publié dans This Week
- Town Blonde, Country Blonde (1949), publié dans This Week
- This Look Like Murder (1950), publié dans This Week
- Death on the Riviera (1950), publié dans This Week
- Death on Saturday Night (1950), publié dans This Week
- A Boy's Will (1950), publié dans Ellery Queen's Mystery Magazine Publié en français sous le titre Le Cercle vicieux, dans Épitaphe pour un baronnet, Paris, Presses de la Cité, coll. « Un mystère » no 619, 1962
- This Will Kill You (1950), publié dans Ellery Queen's Mystery Magazine Publié en français et signé Quentin Patrick sous le titre Une dur à cuire, Paris, Opta, L'Anthologie du Mystère no 2, 1962 Publié en français dans une autre traduction sous le titre Qui veut la fin..., dans Épitaphe pour un baronnet, Paris, Presses de la Cité, coll. « Un mystère » no 619, 1962 ; réédition dans Histoires sidérantes, Paris, Presses-Pocket no 1821, 1980
- Girl Overboard (1950), publié dans Four-&-Twenty Bloodhounds
- Death and Canasta (1950), publié dans This Week
- The Glamourous Opening (1951), publié dans This Week
- Death Before Breakfeast (1951), publié dans This Week
- All the Way to the Moon (1951), publié dans Ellery Queen's Mystery Magazine Publié en français sous le titre Départ pour Éden, Paris, Opta, Mystère Magazine no 100, mai 1956 ; réédition dans Les Chefs-d'œuvre du crime, Paris, Planète, 1965 ; réédition dans À mort l'an neuf !, Paris, NéO, coll. « Le Miroir obscur » no 20, 1981
- The Pigeon Woman (1952), publié dans Ellery Queen's Mystery Magazine Publié en français sous le titre La Pigeonne, Paris, Opta, Mystère Magazine no 71, décembre 1953 ; réédition dans Épitaphe pour un baronnet, Paris, Presses de la Cité, coll. « Un mystère » no 619, 1962
- On the Day of the Rose Show ou Revolvers and Roses (1952), publié dans This Week
- Going, Going, Gone! (1953), publié dans This Week
- The Red Balloon (1953), publié dans Weird Tales
- The Predestined (1953), publié dans Britannia & Eve Publié en français sous le titre Le Prédestiné, dans La Peur dans ses yeux, Paris, Presses de la Cité, coll. « Un mystère » no 709, 1964
- Lioness vs. Panther ou The Two Deadly Females (1955), publié dans This Week

### Sous le pseudonyme de Dick Callingham (Webb/Wheeler)
- Striking Silence (1936), publié dans Street & Smith's Detective Story Magazine
- Terror Keepers (1936), publié dans Street & Smith's Detective Story Magazine
- Frightened Killer (1937), publié dans Street & Smith's Detective Story Magazine

### Sous le pseudonyme de Jonathan Stagge (Webb/Wheeler)
Série Dr Westlake
- Murder Gone to Earth ou The Dogs Do Bark (1936) Publié en français sous le titre Chasse à courre, Paris, Nicholson et Watson, coll. « La Tour de Londres » no 30, 1949
- Murder or Mercy? ou Murder by Prescription (1937) Publié en français sous le titre Morphine à discrétion, Genève, Ditis, coll. « Détective-club » no 67, 1950 ; réédition, Paris, Ditis, coll. « Détective-club » no 36, 1951 ; réédition, Paris, Librairie des Champs-Élysées, coll. « Le Masque » no 1771, 1985
- The Stars Spell Death ou Murder in the Stars (1939) Publié en français sous le titre Du sang sur les étoiles, Genève, Ditis, coll. « Détective-club (Suisse) » no 22, 1946 ; réédition, Paris, Ditis, coll. « Détective-club (France) » no 9, 1946 ; réédition, J'ai lu, coll. « Policier » no 14, 1964 ; réédition, Paris, Librairie des Champs-Élysées, coll. « Le Masque » no 1789, 1985
- Turn of the Table ou Funeral for Five (1940) Publié en français sous le titre La table a tourné, Paris, Cael-Delmas, coll. « Trois léopards » no 6, 1948
- The Yellow Taxi ou Call a Hearse (1942) Publié en français sous le titre Le Taxi jaune, Genève, Ditis, coll. « Détective-club (Suisse) » no 30, 1947 ; réédition, Paris, Ditis, coll. « Détective-club (France) » no 95, 1954 ; réédition, Paris, Ditis, coll. « La Chouette » no 147, 1960 ; réédition, J'ai lu, coll. « Policier » no 45, 1966 ; réédition, Paris, Librairie des Champs-Élysées, coll. « Le Masque » no 1818, 1986
- The Scarlet Circle ou Light from a Lantern (1943) Publié en français sous le titre Le Cercle écarlate, Genève, Ditis, coll. « Détective-club (Suisse) » no 47, 1949 ; réédition, Paris, Ditis, coll. « Détective-club (France) » no 16, 1949
- Death, My Darling Daughters ou Death and the Dear Girls (1945) Publié en français sous le titre La Mort et les chères petites, Genève, Ditis, coll. « Détective-club (Suisse) » no 25, 1947 ; réédition, Paris, Ditis, coll. « Détective-club (France) » no 76, 1954 ; réédition, J'ai lu, coll. « Policier » no 61, 1967 ; réédition, Paris, Librairie des Champs-Élysées, coll. « Le Masque » no 1809, 1985
- Death's Old Sweet Song (1946) Publié en français sous le titre Chansonnette funèbre, Genève, Ditis, coll. « Détective-club (Suisse) » no 36, 1948 ; réédition, Paris, Ditis, coll. « La Chouette » no 124, 1959 ; réédition, Paris, Librairie des Champs-Élysées, coll. « Le Masque » no 1736, 1984
- The Three Fears (1949) Publié en français sous le titre Pas de pitié pour la divine Daphné, Genève, Ditis, coll. « Détective-club (Suisse) » no 55, 1947 ; réédition, Paris, Ditis, coll. « Détective-club (France) » no 36, 1951 Publié en français dans une nouvelle traduction de Michel Averlant sous le titre Pas de pitié pour la divine Daphné, Paris, J'ai lu, coll. « Policier » no 84, 1969, réédition, Paris, Librairie des Champs-Élysées, coll. « Le Masque » no 1833, 1986

### Sous le pseudonyme de Patrick Quentin

#### Romans
Série Peter Duluth
- A Puzzle for Fools (1936, Webb/Wheeler) Publié en français sous le titre Puzzle pour fous, Paris, Intercontinentale d'éditions, coll. Le Roman de minuit, 1946 ; réédition, Paris, Opta, 1964 ; réédition, Paris, Club du livre policier, coll. « Les Classiques du roman policier », 1964 ; réédition, Paris, Presses de la Cité, coll. « Un mystère 3e série » no 112, 1970 ; réédition Paris, Le Cercle européen du livre, 1974 ; réédition, Paris, J'ai lu, coll. « Policier » no 1994, 1986 ; réédition dans le volume omnibus Puzzles, Paris, Omnibus, 1990
- Puzzle for Players (1938, Webb/Wheeler) Publié en français sous le titre Puzzle pour acteurs, Paris, Intercontinentale d'éditions, coll. « Le Roman de minuit », 1946 ; réédition, Paris, Opta, 1964 ; réédition, Paris, Presses de la Cité, coll. « Un mystère 3e série » no 116, 1971 ; réédition, Paris, Le Cercle européen du livre, 1974 ; réédition, Paris, J'ai lu, coll. « Policier » no 2260, 1987 ; réédition dans le volume omnibus Puzzles, Paris, Omnibus, 1990
- Puzzle for Puppets (1944, Webb/Wheeler) Publié en français sous le titre Puzzle pour marionnettes, Paris, Intercontinentale d'éditions, coll. « Le Roman de minuit », 1946 ; réédition, Paris, Club du livre policier, 1965 ; réédition, Paris, Presses de la Cité, coll. « Un mystère 3e série » no 121, 1971 ; réédition, Paris, Le Cercle européen du livre, 1974 ; réédition dans le volume omnibus Puzzles, Paris, Omnibus, 1990
- Puzzle for Wantons ou Slay the Loose Ladies (1945, Webb/Wheeler) Publié en français sous le titre Puzzle à Reno, Paris, Presses de la Cité, 1947 ; réédition, Paris, Club du livre policier, 1965 ; réédition, Paris, Presses de la Cité, coll. « Un mystère 3e série » no 140, 1971 ; réédition dans le volume omnibus Puzzles, Paris, Omnibus, 1990
- Puzzle for Fiends ou Love Is a Deadly Weapon (1946, Webb/Wheeler) Publié en français sous le titre Puzzle pour démons, Paris, Presses de la Cité, 1947 ; réédition, Paris, Presses de la Cité, coll. « Un mystère 3e série » no 158, 1971 ; réédition dans le volume omnibus Puzzles, Paris, Omnibus, 1990
- Puzzle for Poppy (1946), nouvelle publiée dans The American Magazine Publié en français sous le titre Une vie de chien, Paris, Opta, L'Anthologie du Mystère no 3, 1963 ; réédition, Paris, Opta, L'Anthologie du Mystère no 17, 1973 ; réédition sous le titre Puzzle pour Poppy dans Puzzle pour fans, Paris, Presses de la Cité, coll. « Un mystère 3e série » no 173, 1972 ; réédition dans Puzzle pour fans, Paris, Presses de la Cité, coll. « Punch » no 13, 1973
- Puzzle for Pilgrims ou The Fate of the Immodest Blonde (1947, Webb/Wheeler) Publié en français sous le titre Puzzle au Mexique, Paris, Presses de la Cité, 1948 ; réédition, Paris, Christian Bourgois, coll. « P.J. bis », 1971 ; réédition, Paris, Famot, coll. « Les Chefs-d'œuvre du roman policier », 1976 ; réédition, Paris, France-Loisirs, 1978 ; réédition dans le volume omnibus Puzzles, Paris, Omnibus, 1990
- Run to Death (1948, Webb/Wheeler) Publié en français sous le titre Puzzle de mort, Paris, Presses de la Cité, 1949 ; réédition, Paris, Presses de la Cité, coll. « Un mystère » no 23, 1950 ; réédition, Paris, Presses de la Cité, coll. « Un mystère 3e série » no 149, 1971 ; réédition dans le volume omnibus Puzzles, Paris, Omnibus, 1990
- Death and the Rising Star (1955), nouvelle publiée dans Ellery Queen's Mystery Magazine Publié en français sous le titre "Puzzle pour une starlette", Paris, Opta, Mystère Magazine no 135, 1959 ; réédition sous le titre "Puzzle pour fans" dans "Puzzle pour fans", Paris, Presses de la Cité, coll. « Un Mystère 3e série » no 173, 1972 ; réédition dans "Puzzle pour fans", Paris, Presses de la Cité, coll. « Punch » no 13, 1976

Série Inspecteur Grant
- Black Widow ou Fatal Woman (1952, Webb/Wheeler), avec Peter Duluth Publié en français sous le titre Araignée, ma mie, Paris, Presses de la Cité, coll. « Un mystère » no 120, 1953; réédition, Paris, Presses de la Cité, coll. « Un mystère 3e série » no 129, 1971 ; réédition de la même traduction sous le titre La Veuve noire, Paris, Christian Bourgois, coll. « Série B », 1982 ; réédition, Paris, France Loisirs, 1982 ; réédition, Paris, J'ai lu no 1719, 1984
- My Son, the Murderer ou The Wife of Ronald Sheldon (1954, Wheeler), avec Peter Duluth Publié en français sous le titre C'est ma faute, Paris, Presses de la Cité, coll. « Un mystère » no 208, 1955 ; réédition, Paris, Presses Pocket no 1147, 1974 ; réédition, Paris, NéO, coll. « Le Miroir obscur » no 71, 1983 ; réédition dans le volume omnibus Puzzles, Paris, Omnibus, 1990
- The Man with Two Wives (1955, Wheeler) Publié en français sous le titre La Vérité du mensonge, Paris, Presses de la Cité, coll. « Un mystère » no 255, 1956 ; réédition, Paris, Presses Pocket no 1083, 1974 ; réédition, Paris, Librairie des Champs-Élysées, coll. « Le Masque »  no 2140, 1993
- Shadow of Guilt (1959, Wheeler) Publié en français sous le titre L'Homme à femmes, Paris, Presses de la Cité, coll. « Un mystère » no 510, 1959 ; réédition, Paris, Presse Pocket no 1537, 1975
- Family Skeletons (1965, Wheeler) Publié en français sous le titre Linge sale en famille, Paris, Presses de la Cité, coll. « Un mystère » no 764, 1966

Autres romans
- The Follower (1950, Webb/Wheeler) Publié en français sous le titre Cherchez la femme, Paris, Presses de la Cité, coll. « Un mystère » no 41, 1950 ; réédition, Paris, Presses de la Cité, coll. « Les Classiques du roman policier » no 18, 1980
- The Man in the Net (1956, Wheeler) Publié en français sous le titre La Dent du piège, Paris, Presses de la Cité, coll. « Un mystère » no 346, 1957 ; réédition, Paris, Presses de la Cité, coll. « Les Classiques du roman policier » no 1, 1979
- Suspicious Circumstances (1957, Wheeler) Publié en français sous le titre Meurtres sous contrat, Paris, Presses de la Cité, coll. « Un mystère » no 437, 1959 ; réédition, Paris, Librairie des Champs-Élysées, coll. « Le Masque » no 2199, 1994
- The Green-Eyed Monster (1960, Wheeler) Publié en français sous le titre Belle… et bien morte, Paris, Presses de la Cité, coll. « Un mystère » no 546, 1960 ; réédition, sous le titre Belle et bien morte, Paris, Presse Pocket no 1257, 1976

#### Nouvelles
- Witness for the Prosecution (1946), publié dans Ellery Queen's Mystery Magazine Publié en français et signé Quentin Patrick sous le titre Témoin à charge, Paris, Opta, Mystère Magazine no 15, mars 1949 ; réédition signée Patrick Quentin dans À mort l'an neuf !, Paris, NéO, coll. « Le Miroir obscur » no 20, 1981
- Passport for Murder ou Mrs. B.'s Black Sheep (1950), publié dans The American Magazine Publié en français sous le titre Les Voyages organisés de Mrs Black, Paris, Opta, Mystère Magazine no 242, mars 1968
- Death Freight (1951), publié dans The American Magazine
- The Laughing Man Murders ou The Laughed Man (1953), publié dans The American Magazine Publié en français sous le titre L'Homme qui riait, Paris, Opta, L'Anthologie du Mystère no 4, 1964 ; réédition dans À mort l'an neuf !, Paris, NéO, coll. « Le Miroir obscur no 20, 1981 ».
- Combination for Murder (1953), publié dans Cosmopolitan Publié en français sous le titre La Longue Agonie, dans Trio Funèbre, Paris, Presses de la Cité, coll. « Un mystère » no 169, 1954
- The Ordeal of Mrs. Snow (1962, Wheeler) Deux recueils de nouvelles publiés en France reprennent en grande partie le recueil en langue originale, comprenant A Boy's Will (1950), Portrait of a Murderer, Little Boy Lost (1947), Witness for the Prosecution (1946), The Pigeon Woman (1952), All the Way to the Moon (1951), Mother, May I Go Out to Swim? (1948), Thou Lord Seest Me (1949), Mrs. Appleby's Bear (1961, inédite), Love Comes to Miss Lucy (1947) et  This Will Kill You (1950) :
  - Épitaphe pour un baronnet (Portrait of a Murderer), Paris, Presses de la Cité, coll. « Un mystère » no 619, 1962 (6 nouvelles : Portrait of a Murderer, Mrs. Appleby's Bear, Thou Lord Seest Me, A Boy's Will, This Will Kill You  et The Pigeon Woman) ;
  - La Peur dans ses yeux (The Frightened Landlady), Paris, Presses de la Cité, coll. « Un mystère » no 709, 1964 (5 nouvelles). 
Deux autres recueils, publiés en France seulement, regroupent respectivement trois et sept nouvelles éparses :
  - Trio funèbre, Paris, Presses de la Cité, coll. « Un mystère » no 169, 1954 (comprend Le Chien de pique (The Jack of Diamonds), La Seule Issue (The Jack of Diamonds) et La Longue Agonie (Combination for Murder)) ;
  - À mort l'an neuf !, Paris, NéO, coll. « Le Miroir obscur » no 20, 1981 (comprend À mort l'an neuf, Témoin à charge, L'Homme qui rit, Miss Lucy rencontre l'amour, Le Petit Garçon à sa maman, La Cascade et Départ pour l'Éden.

## Distinctions
- Grand prix de littérature policière 1949 : Meilleur roman étranger pour Puzzle au Mexique[1]
- Prix Edgar-Allan-Poe 1963 : prix spécial pour The Ordeal of Mrs. Snow and Other Stories[2]

## Filmographie

### Adaptations au cinéma
- 1948 : Homicide for Three (en), film américain de George Blair, adapté du roman Puzzle pour marionnettes (Puzzle for Puppets)
- 1954 : La Veuve noire (Black Widow), film américain de Nunnally Johnson, adapté du roman éponyme
- 1958 : The Strange Awakening (en), film britannique de Montgomery Tully, adapté du roman Puzzle pour démons (Puzzle for Fiends)
- 1959 : L'Homme dans le filet (The Man in the Net), film américain de Michael Curtiz, adapté du roman La Dent du piège (The Man in the Net)
- 1960 :  L'Homme à femmes, film français de  par Jacques-Gérard Cornu, adapté du roman L'Homme à femmes (Shadow of Guilt)
- 1961 : Le Rendez-vous, film franco-italien de Jean Delannoy, adapté du roman La Vérité du mensonge (The Man with Two Wives)
- 1967 : Deux épouses (Tsuma futari), film japonais de Yasuzō Masumura, adapté du roman La Vérité du mensonge (The Man with Two Wives)

### Adaptations à la télévision
- 1962 : C'est arrivé à Sunrise (Bus Stop), épisode Cry to Heaven (1.16) de Stuart Rosenberg
- 1964 : Suspicion (The Alfred Hitchcock Hour), épisode Le Coffre-fort (2.25) de Robert Stevens, adapté de la nouvelle The Ordeal of Mrs. Snow
- 1964 : Haute Tension (Kraft Suspense Theatre), épisode The Robrioz Ring (1.27) de David Lowell Rich
- 1967 : Abgründe, téléfilm à sketchs allemand de Peter Lilienthal, segment Claire
- 1971 : Konfrontace, téléfilm tchèque de Jiří Sequens, adapté du roman Belle et bien morte (The Green-Eyed Monster)
- 1977 : Podezrelé okolnosti, téléfilm tchèque de Karel Pokorný, adapté du roman Meurtres sous contrat (Suspicious Circumstances)
- 1988 : Familienschande, téléfilm allemand de Franz Peter Wirth, adapté du roman Linge sale en famille (Family Skeleton)
- 1988 : Una verità come un'altra, téléfilm italien de Gianluigi Calderone, adapté du roman La Vérité du mensonge
- 1989 : Le Masque, épisode L'assassin est à bord (1.18), série télévisée française de Jean-Daniel Verhaeghe, adaptée du roman L'assassin est à bord (S.S. Murder)
- 1997 : Polední zár, téléfilm tchèque de Zdenek Zelenka
- 2002 : Manzelka Ronalda Sheldona, téléfilm tchèque de Zdenek Zelenka
- 2003 : Stín viny, téléfilm tchèque de Zdenek Zelenka, adapté du roman L'Homme à femmes (Shadow of Guilt)